# 亚拉镇
亚拉镇（藏語：གཡག་ལ་，威利转写：g.yag la），是中华人民共和国西藏自治区那曲市索县下辖的一个乡镇级行政单位。

## 行政区划
亚拉镇下辖以下地区：
赞丹雪第一社区、赞丹雪第二社区、强雄村、永纳库村、杂色村、乡庆达村、巴格朵村、江青村、超父塘村、卡玛村、叶口村、羌波多村、切珠村、优纳村、色热塘村、亚安登村和果巴塘村。